# Буји (народ)
Буји (буји: buxQyaix, кин: 布依族, виј. người Bố Y), познатији и као Пуји и Бујеи, је етничка група која претежно живи у јужној Кини. Са око 2,5 милиона припадника, на 11. су месту од 56 мањинских народа званично признатих од стране владе Кине. Неки Буји живе и у Вијетнаму, где су признати као један од његових 54 мањинских народа. Иако их Кинези сматрају као посебан народ, сами Буји сматрају себе припадницима народа Џуанг (Тајски народи), који претежно живи у провинцији Гуангси.
Буји живе у полутропским, високим шумама провинције Гуејџоу, али и у Јунану и Сечуану. Говоре буји језиком, језиком таи-кадаи језичке породице (који је највише сродан језику народа Џуанг).

## Имена
Буји се састоје из различитих подгрупа. Испод се налазе њихови аутоними написани на Међународној фонетској абецеди са нумеричким Чао тоновима.
- pu42 ʔjɐi42 濮越
- pu42 ʔji22 濮夷
- pu42 noŋ31 布侬
- pu42 loŋ31 补笼
- pu42 na31 布那
- pu42 tu42 布土
- pu42 ʔjaŋ33 布央
- pu42 zoŋ31 xa35 布笼哈

Неки кланови међу Буји групама укључују:
- pu42 wu42 布武
- pu42 wei31 布韦

У Гуејџоуу, постоји група која себе назива Буји, мада су од стране владе Кине званично признати као етнички Џуанги.

## Језик
Буји говоре буји језик, који је највише сродан језику народа Џуанг. Овај језик има своју форму за писање коју су створили лингвисти 1950. године базирану на латиници са конвенцијама спеловања какву сличну има пинјин.